# Архангельський Сергій Русланович
Сергі́й Русла́нович Арха́нгельський — майор[джерело?] Збройних сил України, учасник російсько-української війни.

## З життєпису
Закінчив 8 класів житомирської ЗОШ № 27, Житомирське медичне училище — фельдшер, Вінницький національний медичний університет iм. М. І. Пирогова. Лікар-анестезіолог з 1997 року, комунальна установа «Центральна районна лікарня Житомирської районної ради». Учасник Революції Гідності. У часі війни з лютого 2014-го — доброволець, 95-та бригада. Брав участь у боях за Слов'янськ, Піски, Донецький аеропорт.
Родина виростила сина, здобув професію дитячого лікаря-анестезіолога.

## Нагороди
За особисту мужність, сумлінне та бездоганне служіння Українському народові, зразкове виконання військового обов'язку відзначений — нагороджений
- 10 жовтня 2015 року — орденом Богдана Хмельницького III ступеня.